# Doniphan (Missouri)
Doniphan – miasto w Stanach Zjednoczonych, w stanie Missouri, siedziba administracyjna hrabstwa Ripley.